# Rotkropfarassari
Der Rotkropfarassari (Pteroglossus azara) ist eine Vogelart aus der Familie der Tukane. Die Art, die überwiegend in Wäldern der Tiefebene verbreitet ist, kommt ausschließlich in Südamerika vor. Die IUCN stuft den Rotkropfarassari als nicht gefährdet (least concern) ein.
Es werden drei Unterarten unterschieden.

## Erscheinungsbild
Die Körperlänge adulter Rotkropfarassaris beträgt 36 bis 40 Zentimeter. Die Männchen der Nominatform haben eine Flügellänge zwischen 11,7 und 13,3 Zentimeter. Der Schwanz misst 11,5 bis 13,2 Zentimeter. Die Schnabellänge beträgt zwischen 7,9 und 10,0 Zentimeter. Die Weibchen unterscheiden sich von den Männchen unter anderem durch ihren etwas kürzeren Schnabel. Die Schnabellänge bei ihnen beträgt 6,8 bis 8,7 Zentimeter.
Adulte Männchen der Nominatform sind von der Stirn bis zum Nacken schwarz, die Kopf- und Nackenseiten sind dunkel kastanienrot. Die Körperoberseite ist dunkelrot, wobei die Federbasis grün ist. Dieses Grün ist vor allem in der Rückenmitte sichtbar, wo den Federn häufig die rote Spitze fehlt. Der übrige Rücken ist dunkelgrün und partiell blau überwaschen. Der Rumpf ist leuchtend rot, die Oberschwanzdecken sind grün. Der Schwanz ist im Verhältnis zur Körpergröße sehr lang und tiefgrün, auf der Unterseite hat er einen matten gelbgrünlichen Schimmer. Das Kinn und die Kehle sind dunkel kastanienbraun, an der unteren Kehle verläuft ein individuell verschieden breites schwarzes Band. Über die Brust verläuft ein breites rotes Band, dass bei einigen Individuen gelblich schimmert, wo es auf das schwarze Kehlband trifft. Über die Mitte der Brust verläuft ein breites schwarzes Band, das an den Körperseiten in ein dunkles Grün übergeht. Der Bauch ist gelb und hellt bei vielen Individuen am Körperende zu einem Weißgelb auf. Die Unterschwanzdecken sind blass gelb, bei einigen Individuen partiell auch Grün und in Ausnahmefällen auch rötlich.
Der Oberschnabel ist gekrümmt und läuft in einer Spitze aus. Der Schnabel ist gelb bis elfenbeinfarben und weist eine dunkle Schneidenzahnung auf. Bei der Unterart P. a. mariae ist der Unterschnabel überwiegend orange, die Nominatform weist dagegen auf dem Oberschnabel partiell eine orange Färbung auf. Bei der Unterart P.a. flavirostris ist der Unterschnabel nur stellenweise orange. Die ungefiederte Gesichtshaut ist grau, graublau oder schieferfarben. Die Augen sind rot bis dunkelrot oder rotbraun. Die Füße und Beine sind grün bis olivfarben. Die Weibchen der Nominatform ähneln den Männchen, bei ihnen ist der Bereich von der Stirn bis zum Nacken jedoch nicht schwarz, sondern dunkel kastanienfarben.
Der Rotkropfarassari kann nur mit anderen Schwarz- und Grünarassaris verwechselt werden. Von diesen Arten unterscheidet sich der Rotkropfarassari allerdings durch seine rot, schwarz und gelb gestreifte Körperunterseite und den überwiegend hornfarbenen Schnabel.

## Verbreitungsgebiet und Lebensraum
Das Verbreitungsgebiet des Rotkropfarassarias ist sehr groß. Es erstreckt sich von Meta, Bolívar und dem Nordosten Guainías über den Westen Boliviens, Venezuelas entlang der Anden bis in den Osten von Ecuador und Ostperu bis in den Norden Boliviens und den Nordwesten Brasiliens östlich des Rio Madeira. Die Bestandsdichte ist regional verschieden, am oberen Orinoco ist der Rotkropfarassari die häufigste Tukanart. Die Höhenverbreitung reicht bis auf 350 Meter in Venezuela und bis auf 500 Meter in Kolumbien. In Ecuador wird er stellenweise noch bis in 1400 Metern Höhe und in Peru noch bis in 1370 Metern Höhe angetroffen. In Bolivien hält er sich unterhalb von 900 Höhenmetern auf.
Sein Lebensraum sind feuchte bis sehr feuchte Wälder der Tiefebenen. Am Fuß der Anden kommt er auch noch im Übergang zu subtropischen Nebelwäldern vor. Er besiedelt außerdem Bambusdickichte an Flüssen, Sekundärwälder, Plantagen, Galeriewälder und Wälder in Savannen sowie Waldränder.

## Lebensweise
Der Rotkropfarassari wird überwiegend in kleinen Trupps sowie paarweise beobachtet. Trupps umfassen bis zu fünf Individuen. Nach Nahrung sucht er überwiegend in den Baumwipfeln, kommt aber gelegentlich auch auf den Boden. Früchte stellen den größten Teil seiner Ernährung da, darüber hinaus frisst er aber auch Insekten.
Rotkropfarassaris sind Höhlenbrüter und brüten vermutlich überwiegend in aufgegebenen Spechthöhlen. Das Gelege umfasst zwei bis drei Eier. Diese haben eine elliptische Form und sind glänzend weiß. Über die Fortpflanzungsbiologie ist ansonsten nichts bekannt.

## Einzelbelege
1. ↑   Lantermann, S: 128
2. ↑   Short et al., S. 380
3. ↑   Short et al., S. 379
4. ↑   Short et al., S. 381
5. ↑   Short et al., S. 381

## Weblink
- Pteroglossus azara in der Roten Liste gefährdeter Arten der IUCN 2013.1. Eingestellt von: BirdLife International, 2012. Abgerufen am 23. Oktober 2013.